# Ajuda (Peniche)
Pour les articles homonymes, voir Ajuda.
Ajuda est une freguesia portugaise du district de Leiria située dans la sous-région de l’Ouest.
Avec une superficie de 4,37 km2 et une population de 8 660 habitants (2001), la paroisse possède une densité de 1 987,7 hab/km2.